# أيه كيه 63

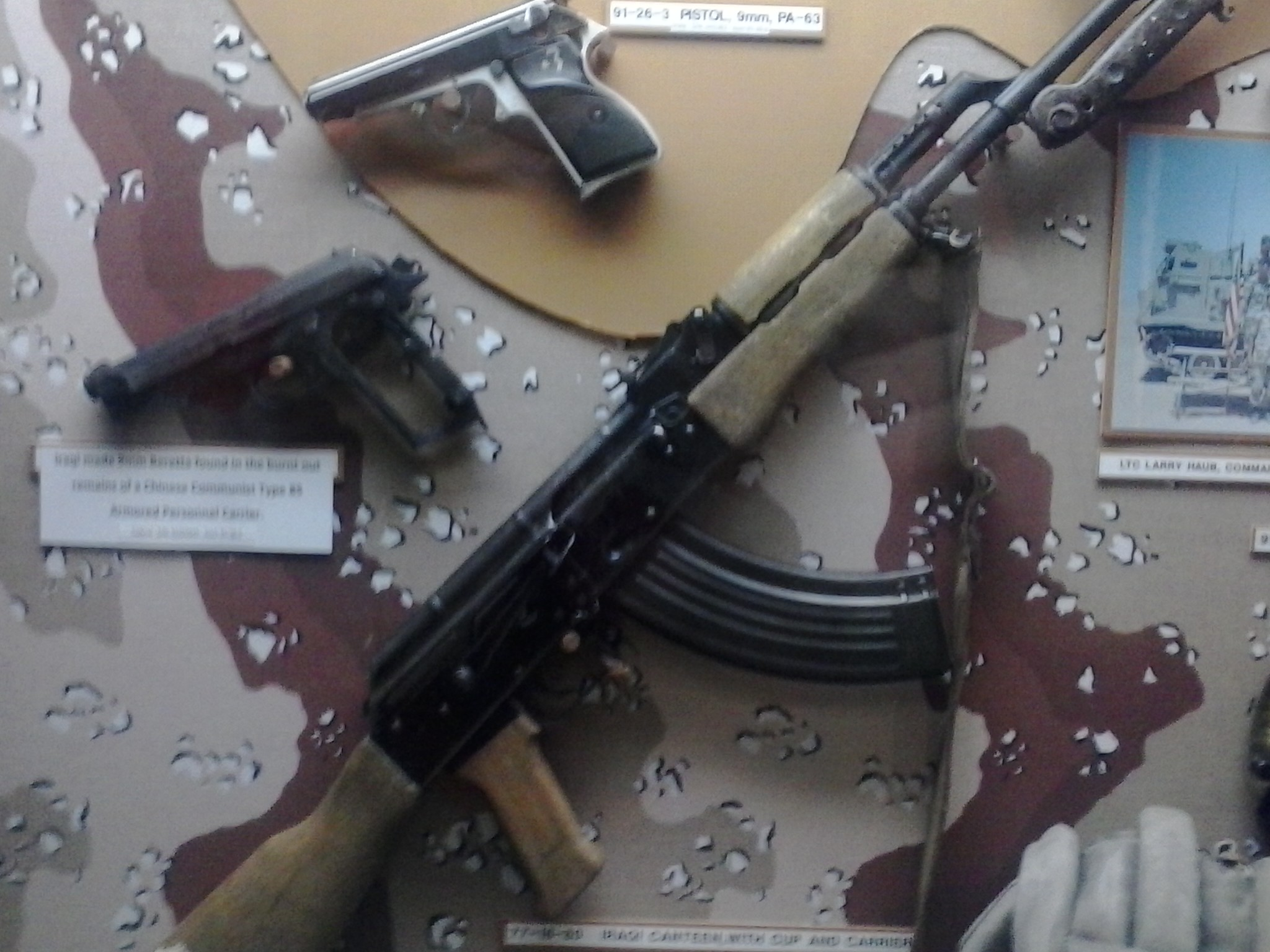

هي بندقية اقتحام مطورة من بندقية AKM الروسية (تعرف من طرف الجيش المجري باسم AMM) صممت من طرف شركة FEG
تستخدم البندقية حاليا من طرف الجيش المجري ومعظم قوات الدفاع الأخرى.
تم استبدال السلاح بآخر أفضل منه في 1965 تحت اسم AMD-65
يملك السلاح عدة أنواع منها: AK-63MF ,'AK-63D , AK-63D, SA-85M